# Unterseeboot 18 (1936)
Pour les articles homonymes, voir Unterseeboot 18.
L'Unterseeboot 18 ou U-18 est un sous-marin allemand (U-Boot) de type II.B utilisé par la Kriegsmarine pendant la Seconde Guerre mondiale.
Comme les sous-marins de type II étaient trop petits pour des missions de combat dans l'océan Atlantique, il a été affecté dans la mer du Nord et la mer Noire.

## Présentation
Mis en service le 4 juin 1936, l'U-18 a servi de janvier au 20 novembre 1936 au sein de la Unterseebootsflottille "Weddigen", date à laquelle il est coulé, en Mer Baltique dans la baie de Lübeck à 9 heures 54 après une collision avec le torpilleur T 156 (commandé par l'Oberleutnant zur See Huber) à la position géographique de 54° 07′ N, 11° 07′ E, faisant huit victimes, aux côtés de douze rescapés.
Il est renfloué le 28 novembre 1936, puis réparé pour une nouvelle mise en service le 30 septembre 1937.
Il réalise sa première patrouille de guerre, quittant le port de Wilhelmshaven, le 30 août 1939, sous les ordres du Kapitänleutnant Max-Hermann Bauer.
L'Unterseeboot 18 coule deux navires marchands pour un total de 1 500 tonneaux et un navire auxiliaire militaire de 400 tonnes ; il  endommage un navire marchand de 7 745 tonneaux et un navire militaire de 56 tonnes au cours des quatorze patrouilles (en 284 jours en mer) qu'il effectue du 30 août 1939 au 16 août 1944.
Les six premières patrouilles s'effectuent en Mer du Nord, puis de mai 1940 à septembre 1942, l'U-18 sert à l'entrainement des équipages, au sein de la 1., 24. et 22. Unterseebootsflottille.
Pour servir dans la 30. Unterseebootsflottille à Constanza, l'U-18 est désarmé le 26 août 1942 à Kiel et partiellement démonté pour être transporté par voie terrestre, via le Danube jusqu'à la mer Noire. Le 6 mai 1943, il est remis en service et affecté à la 30.U-Flottille dans laquelle il réalise huit patrouilles, dont la première le 26 mai 1943 sous les ordres du Oberleutnant zur See Karl Fleige.
Le 5 avril 1944, l'U-18 est accidentellement attaqué dans la mer Noire par un hydravion de reconnaissance maritime lointaine allemand Blohm & Voss BV 138 et subit de légers dommages.
Le 25 août 1944, l'U-18 est sabordé à Constanza, à la position géographique de 43° 52′ N, 28° 51′ E, le long de la côte roumaine de la mer Noire pour empêcher les forces soviétiques de le capturer et après avoir été endommagé par un bombardement soviétique le 20 août 1944.
Il est renfloué par les soviétiques à la fin de 1944, puis il est coulé comme navire cible par le sous-marin soviétique M-120 le 26 mai 1947 au large de Sébastopol (est coulé le même jour également l'U-24).

## Affectations
- Unterseebootsflottille "Weddigen" à Kiel du 4 janvier au 20 novembre 1936 (service active)
- Unterseebootsflottille "Lohs" à Kiel du 30 septembre 1937 au 1er août 1939 (service active)
- Unterseebootsflottille "Lohs" à Kiel du 1er septembre au 1er novembre 1939 (service active)
- U-Ausbildungsflottille, à Dantzig du 1er novembre 1939 au 1er mars 1940 (service active)
- 1. Unterseebootsflottille à Kiel du 1er avril au 1er juin 1940 (formation)
- 24. Unterseebootsflottille à Dantzig du 1er juillet au 27 décembre 1940 (formation)
- 22. Unterseebootsflottille à Gotenhafen du 1er janvier à septembre 1942 (formation)
- 30. Unterseebootsflottille à Constanza du 6 mai 1942 au 25 août 1944 (service active)

## Commandements
- Kapitänleutnant Hans Pauckstadt du 4 janvier au 20 novembre 1936
- Kapitänleutnant Heinz Beduhn du 30 septembre au 31 octobre 1937
- Kapitänleutnant Max-Hermann Bauer du 1er novembre 1937 au 24 novembre 1939
- Oberleutnant zur See Ernst Mengersen du 24 novembre 1939 au 2 septembre 1940
- Kapitänleutnant Hans-Heinz Linder du 3 septembre au 17 décembre 1940
- Kapitänleutnant Ernst Vogelsang du 18 décembre 1940 au 6 mai 1941
- Oberleutnant zur See Hans-Achim von Rosenberg-Gruszcynski du 7 mai 1941 au 31 mai 1942
- Oberleutnant zur See Friedrich-Wilhelm Wissmann du 1er juin au 18 août 1942
- Oberleutnant zur See Karl Fleige du 3 décembre 1942 au 25 août 1944
- Oberleutnant zur See Hans-Jürgen Bartsch du 2 mai au 25 mai 1944 (temporaire)
- Oberleutnant zur See Rudolf Arendt du 25 mai au 7 juin 1944 (temporaire)

Nota: Les noms de commandants sans indication de grade signifie que leur grade n'est pas connu avec certitude à notre époque à la date de la prise de commandement.

## Navires coulés
L'Unterseeboot 18 a coulé 2 navires marchands pour un total de 1 500 tonneaux, 1 navire auxiliaire militaire de 400 tonnes et endommage 1 navire marchand de 7 745 tonneaux et 1 navire militaire de 56 tonnes au cours des 14 patrouilles (284 jours en mer) qu'il effectua.
| Date             | Nom             | Nationalité      | Tonnage (GRT) | Fait      |
| ---------------- | --------------- | ---------------- | ------------- | --------- |
| 18 novembre 1939 | Parkhill        | Royaume-Uni      | 500           | Coulé     |
| 23 janvier 1940  | Bisp            | Norvège          | 1 000         | Coulé     |
| 29 août 1943     | TSC-11 Dzhalita | Union soviétique | 400           | Coulé     |
| 30 août 1943     | SKA-0132        | Union soviétique | 56            | Endommagé |
| 18 novembre 1943 | Josif Stalin    | Union soviétique | 7 745         | Endommagé |

### Sources
- (en) Cet article est partiellement ou en totalité issu de l’article de Wikipédia en anglais intitulé « German submarine U-18 (1935) » (voir la liste des auteurs).